# Asócio IV da Arménia
Asócio IV (em latim: Asotius; em grego: Ασώτιος; romaniz.: Asṓtios; em armênio: Աշոտ; romaniz.: Ašot), chamado o Valente, foi um príncipe da Arménia da Dinastia Bagratúnio, tendo governado entre 1020 e 1040.[carece de fontes?] Foi antecedido no governo por seu irmão João-Simbácio III da Armênia e foi sucedido pelo governo de Cacício II da Arménia.

## Nome
Asócio (Asotius; Ασώτιος, Asṓtios) é a forma latina e grega do armênio Axote (Աշոտ, Ašot), cuja origem é desconhecida. Foi registrado em árabe como Axote (آشُوط, ʔāšūṭ) e em georgiano como Axote / Axoti (აშოტ(ი), Ašoṭ(i)).